# San Andrés (San Andrés)
L'isola di San Andrés è un'isola e un comune della Colombia, capoluogo del Dipartimento dell'Arcipelago di San Andrés, Providencia e Santa Catalina.

## Geografia
L'isola fa parte dell'Arcipelago di San Andrés, Providencia e Santa Catalina, che appartiene politicamente alla Colombia dal 1803. Si trova nel Mare Caraibico, a est del Nicaragua, a nord-est della Costa Rica e a circa 480 chilometri a nord-ovest della costa della Colombia.
Durante gli ultimi decenni, il Nicaragua ha disputato la sovranità dell'arcipelago, nonostante i precedenti trattati che stabilivano l'appartenenza alla Colombia. Per questo motivo è in corso un processo presso il Tribunale internazionale dell'Aia per arrivare a una decisione definitiva.
L'isola è suddivisa in diverse regioni municipali come per esempio il municipio di Natania formata da quartieri numerati e contiene una scuola.

## Economia
Nonostante le sue notevoli attrattive turistiche, l'isola sta affrontando seri problemi socioeconomici, dovuti principalmente alla sovrappopolazione ingenerata dall'immigrazione dalla Colombia continentale, determinata dall'istituzione del porto franco del 1953. 

## Storia
L'isola era stata scoperta prima del 1527 e apparve nelle carte realizzate dagli spagnoli in quell'anno. Nel 1629 la nave Seaflower vi sbarcò i primi abitanti permanenti, un gruppo di puritani scozzesi e inglesi provenienti dalla Gran Bretagna. Possedimento inglese, era spesso utilizzata come approdo dai pirati dell'epoca, tra cui il famoso pirata inglese Henry Morgan, che la utilizzò come sua base logistica. Dopo alcune transitorie occupazioni spagnole, nel 1786 passò definitivamente sotto il controllo della Spagna.
Nel luglio del 1818 Luis Aury, al servizio delle forze indipendentiste di Simón Bolívar, occupò le isole che divennero parte della Grande Colombia il 23 giugno 1822. Nel 1851 fu applicata la legge della Colombia che aboliva la schiavitù, a seguito di cui si creò un movimento di alfabetizzazione guidato dal pastore Philip Beekman Livinston. Nel 1903 gli statunitensi, giunti con una nave da guerra, offrirono l'annessione dell'arcipelago agli Stati Uniti o a Panama, ma la popolazione rifiutò l'offerta. Dal 1991 la Costituzione della Colombia sancisce i diritti della minoranza creola.